# La Voss del Trópico
Jordi Farràs i Clusella (Barcelona, Barcelonès, 1946 - 11 de febrer de 2000) fou un cantant melòdic conegut artísticament com La Voss del Trópico.

## Trajectòria artística
Jordi Farràs fou un polifacètic cantant melòdic (rumba catalana, cançó, boleros, jazz…) conegut amb el nom artístic de La Voss del Trópico, també participà com a actor secundari en algunes pel·lícules.
La Voss del Trópico cantà en català, castellà, italià i es va fer acompanyar de músics de la categoria de Francesc Burrull, Carles Benavent, Joan Albert Amargós, Josep Cunill, Ricard Roda, Josep Maria Bardagí o Jordi Sabatés. Químic de professió, inicià la seva carrera artística a mitjans de la dècada dels setanta, debutà en escenaris de jazz de Barcelona tocant el contrabaix i ja com a cantant al mig del moviment de la Música Laietana i l'èxit de la sala Zeleste de Barcelona.
Ja el 1977 enregistra el seu primer disco en solitari amb poemes en llengua catalana del poeta Joan Salvat-Papasseit: La Vosss del Trópico por la G. de Dios, sota la direcció i arranjaments musicals de Joan Albert Amargós, company de la Orquesta del Maestro Bellido a la que també va cantar Farràs, el va enregistrar juntament amb la banda Música Urbana, entre els quals destacaven Carles Benavent o Salvador Font, i amb Santa Salas.
Vinculat en els seus inicis musicals al moviment de l'Ona Laietana i als de l'Orquestra Plateria, etapa en què va néixer el seu àlter ego artístic com La Voss del Trópico i en la que va col·laborar amb Manel Joseph, Jaume Sisa, Gato Pérez i altres músics, participant en el primer disc del grup, amb el títol: Orquestra Plateria (Edigsa, 1978), destacant el tema “Camarera de mi amor”.
El 1979 enregistra Les gavines de la Farga, un disc dirigit i musicat per Jordi Sabatés, en l'enregistrament els músics van ser alguns dels components de Música Urbana, amb Matthew Simon, Carles Benavent i Salvador Font. Picap el reeditarà en format Cd el 2012, aquest disc el publica com Jordi Farràs, no com La Voss del Trópico. El 1981 Belter edita un disc recopilatori conjunt de títol Ball d'envelat i que inclou cançons de l'Orquestra Plateria, Gato Pérez i Jordi Farràs (La Voss del Trópico).
Ja a la dècada dels vuitanta, arribaria la crisi musical a Barcelona i el tancament de la mítica Zeleste. Al mateix temps, els "combos salseros" anirien a la baixa en sorgir noves tendències, així i tot, la Voss resistiria i amb Gato Pérez començaren la dècada amb l'espectacle "Horas tronadas" a la sala Jamboree de la Plaça Reial de Barcelona. El 1982, enregistrà un disc en castellà amb el títol de Capablanca, nom d'un jugador d'escacs cubà dels anys 20: José Raúl Capablanca Graupera.
Posteriorment, faria una pausa per a tornar a aparèixer discogràficament el 1995 amb No son... boleros juntament amb Francesc Burrull, cançons amb essències de bolero, entre les quals es troba una versió de la cançó Aquellas pequeñas cosas de Joan Manuel Serrat. El 1999, també amb el mestre Burrull enregistra el que va ser el seu últim disc que va ser en castellà: Un poema de amor. Poc després desapareixia de manera tràgica.
Durant la seva trajectòria va ser compositor de txa-txa-txà i tangos i versionà cançons d'altres autors, reivindicà al músic cubà Bola de Nieve i va cantar poemes de Salvat-Papasseit a ritme de bolero. Jordi Farràs participà en la fundació de les discogràfiques Zanfonia i Pequeñas Cosas juntament amb Joan Manuel Serrat i l'empresari Miquel Horta. Va morir l'11 de febrer de 2000 a Barcelona, als 54 anys, per una afecció cardiovascular de la que ja havia estat intervingut quirúrgicament dues vegades.

## Discografia
- La Vosss por la G. de Dios (1977), editat per Ocre/Belter en llengua catalana.
- Les gavines de la Farga (1979), editat per Zeleste/Edigsa i reeditat en CD per Picap el 2012. Aquest disc el va editar com a Jordi Farràs, no com La Voss del Trópico.
- Capablanca (1982), editat per Ariola.
- No son... boleros (1996), acompanyat al piano per Francesc Burrull.
- Un poema de amor (1999), editat per Satélite K i també enregistrat conjuntament amb Francesc Burrull.